# Louis Lougen

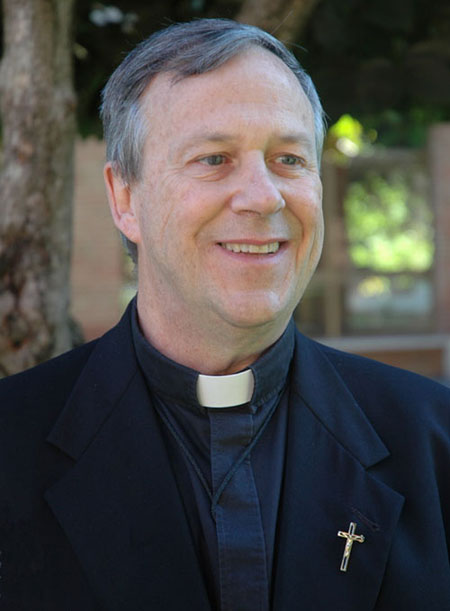
Pater Louis Lougen OMI

Louis Lougen OMI (* 1952 in Buffalo, New York) ist ein US-amerikanischer Oblate der Makellosen Jungfrau Maria.
Bereits als Schüler lernte er die Oblaten kennen. Seine ersten Gelübde legte er 1973 im Noviziat in Godfrey (Illinois) ab, die ewigen Gelübde folgten 1976. Nach seiner Priesterweihe im Jahr 1979 lebte und wirkte er zunächst in Brasilien in Pfarreien und in der Ausbildung des Ordensnachwuchses. Außerdem war er Mitglied der Leitung der dortigen Ordensprovinz. Nach seiner Rückkehr in die USA, war er zunächst Novizenmeister, seit 2005 Provinzial. Am 28. September 2010 wurde er vom Generalkapitel der Oblaten in Rom zum Generaloberen gewählt. Nach zwei Amtsperioden wurde er turnusgemäß am 29. September 2022 abgelöst. Sein Nachfolger als Generaloberer der Oblaten ist Luis Ignacio Rois Alonso.